# Muang Xaiséttha (distrikt i Attapeu)
Muang Xaiséttha är ett distrikt i Laos.   Det ligger i provinsen Attapeu, i den sydöstra delen av landet, 600 km sydost om huvudstaden Vientiane.